# یوردهای عبدل یوسفی
یوردهای عبدل یوسفی، روستایی از توابع بخش مرکزی، شهرستان سروستان در استان فارس ایران است.

## جمعیت
این روستا براساس سرشماری مرکز آمار ایران در سال ۱۳۸۵، جمعیت آن ۱۶۸ نفر بوده‌است.